# برايان كاشينج
برايان كاشينج (بالإنجليزية: Brian Cushing)‏ هو لاعب كرة قدم أمريكية أمريكي، ولد في 7 يناير 1987 في بارك ريدج في الولايات المتحدة.

## وصلات خارجية
- برايان كاشينج على موقع مرجع كرة القدم المحترفة.كوم (الإنجليزية)